# Eliana Zugaib
 Eliana Zugaib  (Marília, 10 de agosto de 1951) é uma diplomata brasileira. Foi representante do Brasil na UNESCO entre 2011 e 2014, embaixadora do Brasil junto à República da Irlanda de 2017 a 2021 e desempenhou a função de encarregada de negócios do Brasil nos Emirados Árabes Unidos por um ano até novembro de 2023.
Considerando a grande presença de pessoas do sexo masculino na carreira diplomática, Elaine Zugaib se destaca por ser uma das poucas mulheres que alcançaram o mais alto grau da carreira, conforme apontou pesquisa publicada em 2018 pela socióloga brasileira Karla Gobo, doutora em sociologia pela UNICAMP, sendo apontada pela Associação das Mulheres Diplomatas Brasileiras (AMDB) como uma das mulheres que marcaram a história da diplomacia brasileira.

## Biografia

### Vida pessoal
Nasceu na cidade de Marília, São Paulo, filha de Bechara Zugaib e Vera Yazbek Zugaib.

### Formação Acadêmica
Em 1973, graduou-se em Filosofia pela Pontifícia Universidade Católica de São Paulo.

### Carreira Diplomática
Ingressou na carreira diplomática em 1982, no cargo de Terceira Secretária, após ter concluído o Curso de Preparação à Carreira de Diplomata do Instituto Rio Branco.
Foi inicialmente lotada na Divisão de Energia e Recursos Minerais. Em 1986, passou a trabalhar no gabinete do Ministro de Estado, na função de assessora. Em 1987, foi promovida a segunda-secretária. No ano de 1988, foi removida para a Embaixada do Brasil em Paris, onde permaneceu até 1991, quando foi removida para a Embaixada do Brasil em Praga. Em seu segundo posto no exterior, chegou a assumir, em 1993, a função de encarregada de negócios.
No ano de 1995, regressou ao Brasil, a fim de assumir o cargo de assessora no Departamento de Europa. Foi, ainda, promovida a primeira-secretária. Em 1996, foi igualmente assessoria no Departamento de Temas Especiais. Mudou-se para Londres em 1998, onde trabalhou na Embaixada do Brasil junto ao Reino Unido.
Ao regressar ao Brasil, no ano de 2001, passou a exercer a função de subchefe da Assessoria de Comunicação Social. Em 2002, foi designada assessora do ministro de Estado das Relações Exteriores e promovida a conselheira.
No ano de 2003, foi transferida para a Embaixada do Brasil em Buenos Aires, onde exerceu a função de conselheira até 2006, quando retornou ao Brasil para ocupar o cargo de chefe da Coordenação de Divulgação do Itamaraty. Defendeu, em 2005, tese no Curso de Altos Estudos do Instituto Rio Branco, intitulada “A Hidrovia Paraguai-Paraná e seu Significado para a Diplomacia Sul-Americana do Brasil"”, um dos requisitos necessários para a ascensão funcional na carreira diplomática. Foi aprovada com louvor. Em 2006, foi promovida a ministra de Segunda Classe. Já no ano de 2008, assumiu o cargo de Diretora do Departamento Cultural.
Em 2011, foi promovida a ministra de Primeira Classe, além de ter sido convidada a assumir o cargo de chefe de Gabinete do secretário-geral das Relações Exteriores, função que ocupou até 2014. Foi, em seguida, nomeada representante da Delegação Permanente do Brasil junto à UNESCO.
Na condição de representante do Brasil na UNESCO, entre diversas ações desenvolvidas, Zugaib foi a responsável pela defesa da candidatura do Conjunto Moderno da Pampulha, situado em Belo Horizonte (Minas Gerais), como Patrimônio Mundial da Humanidade, conforme reportagem do Valor Econômico.
Em 2017, foi designada embaixadora do Brasil junto à República da Irlanda, cargo que ocupou até 2021, quando retornou ao Brasil para assessorar a senadora Kátia Abreu na Presidência da Comissão de Relações Exteriores do Senado Federal, cargo que manteve até março de 2022.
A partir de Novembro de 2022, Eliana Zugaib foi designada para atuar como encarregada de negócios do Brasil nos Emirados Árabes Unidos, atuando como embaixadora de facto durante a transição de embaixadores efetivos, ficando à posto até novembro do ano seguinte, quando Sidney Leon Romeiro assumiu efetivamente a embaixada do Brasil em Abu Dhabi.

## Contribuição nas Relações Internacionais
A diplomata Zugaib é também uma teórica da área das relações internacionais com obras que são referências no campo da diplomacia do Brasil na América do Sul com destaque para o seu livro "A Hidrovia Paraguai-Paraná", publicado em 2007 pela Fundação Alexandre de Gusmão e que tem a pretensão de expor a importância geopolítica da Hidrovia Paraguai-Paraná (HPP) para a diplomacia brasileira no que se refere à integração física do país com o resto da América do Sul.
Trata-se de um livro que aborda um tópico da história recente das relações internacionais no Cone Sul no qual há um diálogo com as ideias de teóricos como Amado Cervo, Pandiá Calógeras e Luiz Alberto Moniz Bandeira.
A obra "A Hidrovia Paraguai-Paraná" apresenta um estudo do direito da integração colocando em destaque o componente ambiental que, a despeito da ênfase estar na navegabilidade da Bacia do Prata, constitui uma questão ainda pouco priorizada pelo referido ramo do direito que também é um dos campos das relações internacionais, visto que o direito da integração tende a dar precedência para as questões relacionadas com o comércio internacional e assuntos aduaneiros.
Este livro tem sido uma referência para estudiosos de distintos campos das relações internacionais do Brasil como Pilar Carolina Villar, jurista brasileira especializada em direito internacional do meio ambiente, professora doutora de direito da UNIFESP, e Fernanda Mello Sant'Anna, professora doutora de relações internacionais na UNESP, que citam Zugaib em um artigo científico publicado na revista espanhola "America Latina Hoy"; como Fernando Seabra, professor doutor de economia internacional na UFSC, em trabalho em coautoria apresentado em evento científico de relações internacionais; como Fernando Raphael Ferro de Lima, doutor em geografia pela UFPR, em artigo científico sobre o processo de ocupação da tríplice fronteira entre Brasil, Argentina e Paraguai; e também de historiadores como Luiz Eduardo Pinto Barros, doutor em história pela UNESP em artigo científico publicado sobre diplomacia na Bacia do Prata durante as décadas de 1960 e 1970.
A referida obra também tem influenciado trabalhos no exterior, com destaque para o cientista político uruguaio Gerardo Caetano que afirma em seu texto acadêmico "Notas sobre un desafio integracionista: cuentas pendientes y reformas institucionales a propósito del manejo integrado de la cuenca del río de la Plata" que:

 Una posición similar fue manejada por Eliana Zugaib, estableciendo que un acuerdo en verdad profundo y consistente no resultaba entonces viable, en función de la diversidad de visiones de los dos grandes en relación a las mejores formas de manejar los principales asuntos involucrados en la gestión de la Cuenca (navegación, trasporte en general, corredores de ejes de exportación y el diseño de sus ejes, aprovechamiento hidroeléctrico, respeto al medio ambiente, complementación productiva, etc.). Su hipótesis central era la de que la iniciativa de revalorización de la Cuenca del Plata y de la Hidrovía, por cierto anterior al Mercosur, debía ser fundada desde la visión brasileña, más que en un acercamiento bilateral a la Argentina, en una reformulación de su perspectiva de análisis sobre Sudamérica como factor central de su política exterior. Más aún, Zugaib no vacilaba en señalar que “la integración de América del Sur (era) la condición esencial para la sustentabilidad de la Cuenca del Río
de la Plata”.— Gerardo Caetano

## Condecorações[3]
- Medalha do Mérito Santos Dumont, Brasil (1988)
- Ordem do Mérito Aeronáutico, Brasil, Cavaleiro (1988)
- Ordem de Rio Branco, Brasil, Grã-Cruz (2013)